# Revelations (Vader)
Albums de Vader
Litany
(2000) The Beast
(2004)
Revelations est le cinquième album studio du groupe de Death metal polonais Vader. L'album est sorti le 4 juin 2002 sous le label Metal Blade Records.
Pour l'enregistrement de l'album, les membres du groupe ont fait appel à deux musiciens de Metal polonais: Nergal du groupe de Black metal Behemoth, qui est vocaliste de session sur le titre Whisper, et Ureck du groupe Lux Occulta, qui est claviériste de session sur les titres Torch of War et Revelation of Black Moses.
On peut noter le fait que Konrad "Simon" Karchut est mentionné comme bassiste dans la pochette de l'album. Il n'a cependant pas joué, c'est en effet Piotr "Peter" Wiwczarek qui s'est occupé des sessions de basse pour cet album, en plus du chant et de la guitare.
Il s'agit du dernier album de Vader enregistré avec le batteur Doc au sein de la formation.

## Composition
- Piotr "Peter" Wiwczarek - chant, guitare, basse
- Maurycy "Mauser" Stefanowicz - guitare
- Konrad "Simon" Karchut - basse (mentionné mais n'a pas joué)
- Doc - batterie

### Musiciens de session
- Nergal - chant sur le titre Whisper
- Ureck - claviers sur les titres Torch of War et Revelation of Black Moses

## Liste des morceaux
1. Epitaph - 3:44
2. The Nomad - 3:50
3. Wolftribe - 2:25
4. Whisper - 3:26
5. When Darkness Calls - 5:16
6. Torch of War - 2:45
7. The Code - 2:24
8. Lukewarm Race - 2:26
9. Revelation of Black Moses - 6:56